# Jaime del Burgo Torres
Jaime del Burgo Torres (Pamplona, 11 novembre 1912 – Pamplona, 23 ottobre 2005) è stato un bibliografo, storico e bibliologo spagnolo.
Fu anche uno scrittore con un'ampia attività politica, soprattutto durante la Seconda Repubblica spagnola e la Guerra civile, essendo un esponente del tradizionalismo in Navarra e facendo parte del Requeté.
Dopo aver ottenuto nel maggio 1936 tramite concorso un posto nell'Archivio Generale della Navarra, durante il franchismo si distinse come direttore della Rete delle Biblioteche della Navarra (dal 1939 al 1982) e come delegato provinciale del Ministero dell'informazione e del turismo (dal 1950 al 1965) e poi come direttore del Turismo, delle Biblioteche e della Cultura Popolare del Consiglio Provinciale della Navarra (dal 1964 al 1982). Fu membro corrispondente dell'Accademia Reale di Storia. Come politico, fu per breve tempo vicesindaco del Comune di Pamplona (dal 1942 al 1943). Era il padre del politico Jaime Ignacio del Burgo e il nonno dell'imprenditore Jaime del Burgo Azpíroz.

## Biografia
Nato in una famiglia di tradizione carlista, era figlio di Eusebio del Burgo Pascual e Paula Torres Jacoisti, entrambi di Pamplona. Il padre era dovuto emigrare in Messico per lavoro e, mentre si trovava lì, partecipò alla Guerra cristera della fine degli anni Venti. Nel 1930, al suo ritorno in Spagna, Del Burgo studiò alla Scuola di Commercio di Pamplona. In seguito lavorò come insegnante di commercio a Pamplona e Bilbao.
Il 12 febbraio 1939 sposò Mercedes Tajadura Goñi e dal loro matrimonio nacquero due figlie, Mercedes e María Antonia, e un figlio, Jaime Ignacio.

### Percorso politico
Nel 1930 fu segretario della Gioventù Jaimista di Pamplona. Dopo l'instaurazione della Seconda Repubblica, fin dai primi momenti fu legato ad azioni illegali e militariste. Fu fondatore e presidente (1930-1936) dell'Agrupación Escolar Tradicionalista (AET) di Pamplona. La sua idea del ruolo che doveva avere l'attivismo di strada sosteneva una visione simile a quella dell'azione diretta del fascismo. Ottenne il grado di tenente di requetés nell'accademia clandestina del Círculo Carlista de Pamplona. Si formò anche nell'Italia di Benito Mussolini. Fondò e curò le pubblicazioni La Esperanza (1931) e A.E.T. (1934), oltre a collaborare con El Pensamiento Navarro. Scrisse articoli di stampa contro la Repubblica, contribuendo all'organizzazione del Requeté all'interno del carlismo. Partecipò agli scontri nelle strade di Pamplona contro i repubblicani. Nei suoi articoli sulla stampa carlista combatté i socialisti con termini simili a quelli usati da questi ultimi nelle loro pubblicazioni.
All'interno delle tre principali correnti allora esistenti nella Comunione Tradizionalista, Jaime del Burgo si collocò nell'orbita del cosiddetto cruciadismo e del successivo carlismo, che si caratterizzò sia per l'opposizione a qualsiasi avvicinamento a Don Juan de Borbón, sia per il confronto con le altre due: i fondamentalisti e gli Alfonsinos, e gli ufficialisti della Giunta Suprema presieduta dal conte di Rodezno.
Come gran parte dell'arco politico navarrese dell'epoca, Jaime del Burgo e i suoi colleghi dell'AET di Pamplona accettavano l'identità basca della Navarra, che non trovavano in contraddizione con il loro entusiastico spagnolismo, come risulta dai loro scritti. Erano altrettanto sospettosi dell'ossessione antivaschista di Víctor Pradera, un politico tradizionalista che nel 1919 aveva seguito la scissione mellista e che all'epoca presiedeva il Consiglio culturale della Comunione Tradizionalista, poiché, come lo stesso Del Burgo sottolineava in una lettera dell'ottobre 1932: 
Ciononostante, Jaime del Burgo si oppose all'integrazione sia della Navarra che dell'Alava in quella che, nella rivista A.E.T., definì la "fregola nazionalista di Euzkadi".
Jaime del Burgo si distinse anche per il suo radicalismo sociale, entrando in importanti scontri con la dirigenza della Comunione Tradizionalista.

### Guerra civile
Quando iniziò la guerra civile, era un capitano volontario del Tercio del Rey e fu uno dei membri della colonna di García Escámez che partì la notte del 19 luglio, diretta a sud verso Madrid. Al comando del Tercio Begoña di requetés, partecipò alla presa della città di Guernica e, quando si diffuse la voce che alcuni falangisti si stavano preparando a tagliare a colpi d'ascia l'albero di Guernica, considerandolo un simbolo del nazionalismo basco, ordinò a uno squadrone di requetés armati di circondare l'albero e impedire che fosse danneggiato.
In seguito, fu ferito nell'assedio di Bilbao. Non viene fatta particolare menzione delle sue azioni durante il resto della guerra.
Nella settima edizione del libro Navarra 1936. De la Esperanza al Terror, Del Burgo fu accusato aver ucciso una persona nei primi giorni della guerra civile. Nel libro, Francisco Inza Goñi racconta come suo padre Francisco Inza Arbizu gli avesse raccontato di aver assistito all'omicidio di una persona di nome Lozano da parte di Del Burgo:
Stava fischiando contro il canile municipale quando lo hanno fermato.
Sembra che non se ne sia accorto e abbia continuato a fischiare finché Del Burgo non gli ha sparato uccidendolo sul posto. Mio padre lo vide.
Ci furono altri testimoni e a Pamplona fu sempre di dominio pubblico come e chi uccise Lozano.»
(Francisco Inza Goñi, in Navarra 1936. De la Esperanza al Terror)
Nel racconto dei fatti di Pamplona pubblicato nel libro troviamo Tomás Lozano Ochoa, un industriale di 37 anni, morto il 19 luglio 1936, il giorno dell'"Alzamiento" in Navarra.
Tuttavia, questa testimonianza indiretta fu squalificata da Manuel Martorell, giornalista e storico della Navarra, autore di Jesús Monzón: el líder comunista olvidado por la Historia e coautore di El exilio republicano navarro de 1939. Secondo Martorell, la testimonianza di Inza non è plausibile per diversi motivi: perché Tomás Lozano (e non "el Lozano") fu portato all'ospedale dopo essere stato colpito da una pallottola, non essendosi fermato; perché, nonostante il presunto coinvolgimento di Del Burgo, il suo coinvolgimento non compare fino alla settima edizione del libro, e non in una delle prime; e perché la fucilazione di Tomás Lozano, riportata dalla stampa il giorno successivo, non avvenne nel luogo riportato da Inza, ma nel Pasadizo de la Jacoba, in un momento in cui Del Burgo non si trovava a Pamplona, essendo partito alle 19 come parte dei requetés di Pamplona nella colonna di García Escámez, insieme al capitano Carlos Moscoso. Martorell registrò anche le dichiarazioni di Del Burgo secondo cui non avrebbe mai ucciso nessuno al di fuori del campo di battaglia, così come il fatto che non denunciò noti leader di sinistra, come Jesús Monzón, quando lo vide nascosto il 19 luglio 1936, o come permise a militanti di sinistra di unirsi alla sua compagnia, per evitare che venissero arrestati.

### Franchismo
Del Burgo fu membro del capitolo supremo della Confraternita dei Cavalieri Volontari della Croce nel dicembre 1939.
Successivamente, durante l'era franchista, ricoprì diversi incarichi:
- consigliere permanente dell'Istituzione Principe di Viana.
- fondatore e direttore della Biblioteca Generale della Navarra (dal 1939 al 1982).
- vicesindaco del Comune di Pamplona dall'ottobre 1942 al dicembre 1944.
- delegato provinciale per le comunicazioni e i trasporti (marzo 1943).
- vice-segretario per l'Educazione Popolare della Falange Española Tradicionalista y de las J.O.N.S (FET y de las JONS) (agosto 1943) e Consigliere Nazionale del Movimiento Nacional
- vicepresidente del Consiglio reale del Regno di Navarra della Comunione cattolico-monarchica (carloctavista) (agosto 1945).
- delegato provinciale del Ministero dell'Informazione e del Turismo (dal 1950 al 1964).
- direttore della Rete di Biblioteche della Navarra (1939-1982).
- direttore del Turismo, delle Biblioteche e della Cultura Popolare della Giunta Provinciale di Navarra (1964-1982).
- direttore della Scuola di Arti e Mestieri di Pamplona.
- membro dell'Accademia Reale di Storia

Fu consigliere nazionale del Movimiento in rappresentanza della provincia di Navarra e anche procuratore nelle Cortes franchiste.

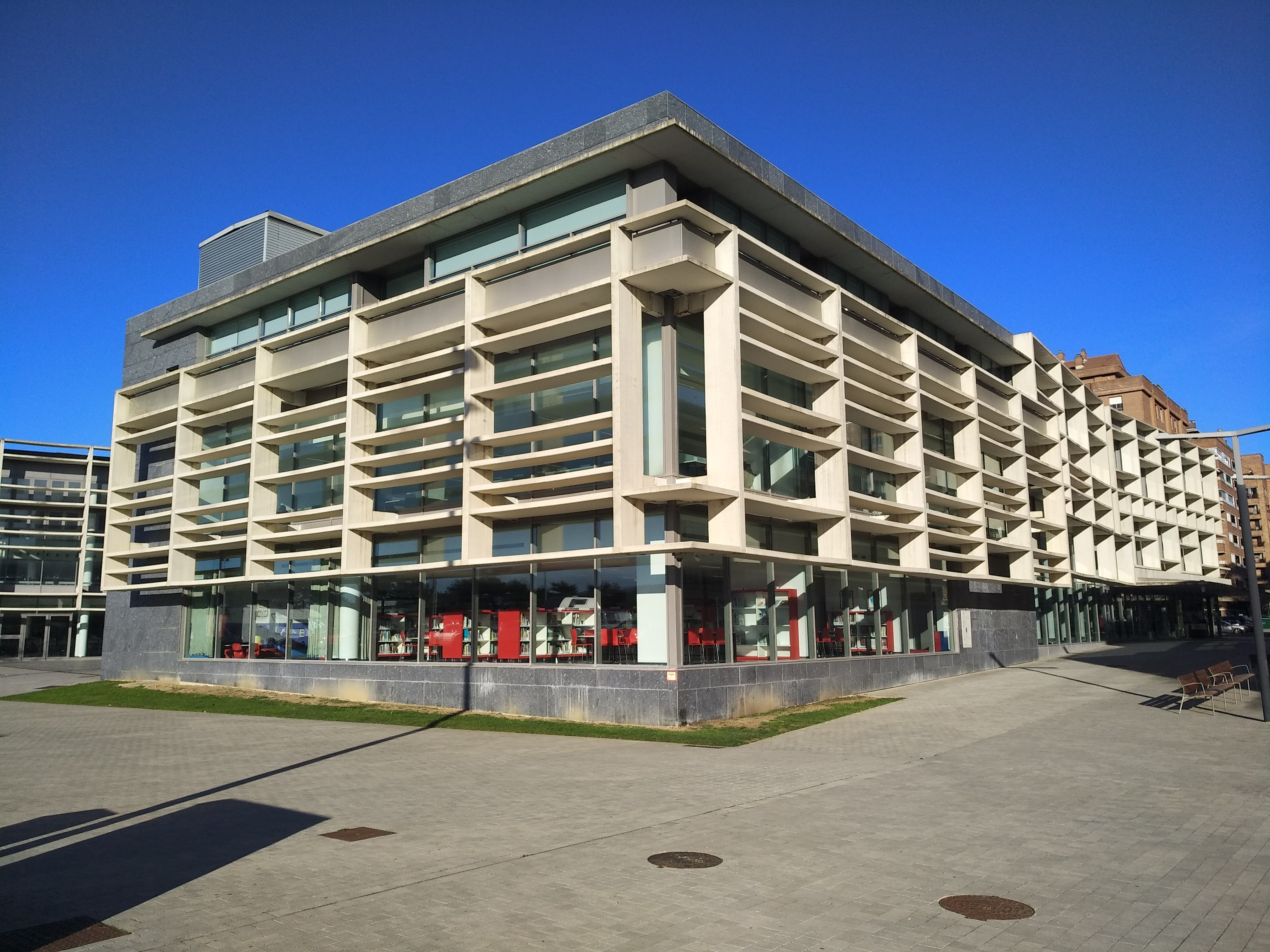
Attuale sede della Biblioteca e Cineteca della Navarra sul Paseo Antonio Pérez Goyena a Pamplona.

## Parabola culturale
Nel 1939 creò la Biblioteca Generale della Navarra, assegnando la tessera numero 1 al gesuita e bibliofilo Antonio Pérez Goyena. La prima filiale si trovava al piano terra dell'edificio occupato dal Consiglio forale amministrativo della Navarra.  Dieci anni dopo, nel 1950, creò le prime due biblioteche pubbliche ad Alsasua e Miranda de Arga. Il 29 maggio 1960 fu creata la Rete delle Biblioteche Pubbliche della Navarra, approvata dal Consiglio Regionale della Navarra il 12 agosto.
Inizialmente operante con personale volontario in ogni località, subì una riorganizzazione nel 1974 con l'obiettivo di professionalizzare il servizio e cercare una stabilità occupazionale per i dipendenti. Lorenzo Otazu Ripa fu incaricato di gestire e riorganizzare la rete e nel 1979, tramite concorso, fu nominato direttore della Biblioteca Generale. Decisiva fu anche la collaborazione di Ignacio Larequi.
Dal 5 al 10 ottobre 1970, Del Burgo presiedette il comitato organizzativo del III Congresso Nazionale degli Archivi e del IV Congresso delle Biblioteche che si tennero a Pamplona con il sostegno del sindaco Miguel Javier Urmeneta. A quell'epoca esistevano già biblioteche nei capi di merindad di tutta la Navarra (Pamplona, Sangüesa, Estella, Olite e Tudela). Durante questo evento fu inaugurata anche la Biblioteca di San Pedro nel quartiere di Rochapea, il cui primo bibliotecario fu José María Jimeno Jurío.

## Opere
Oltre a numerosi articoli in riviste come Príncipe de Viana, i suoi libri includono una serie di libri tematici.

### Opere culturali
Promosse la pubblicazione dei 400 numeri della collana Navarra. Temas de Cultura Popular che diresse e di cui scrisse alcuni numeri.
Altre pubblicazioni sulla cultura della Navarra sono state:
- 1962: Pianificazione turistica in Navarra.
- 1964: Recursos turísticos de Navarra (Risorse turistiche della Navarra).
- 1964: Proyecto de ordenación turística del Camino de Santiago (Progetto di pianificazione turistica del Cammino di Santiago).
- 1977: I Pirenei della Navarra.
- 1978: "Navarra".
- id.: Pamplona.
- id.: Olite.
- 1982: Guida della Navarra.

### Romanzo, teatro e poesia
Alcune delle sue pubblicazioni in ambito letterario sono state:
- 1942: El valle perdido.
- 1942: Huracán (Uragano).
- 1951: Lo que buscamos (Quello che stiamo cercando).
- 1978: Llamada sin respuesta (chiamata senza risposta): genere teatrale.
- 2000: La Cruz del fuego.[16].
- * 2000: Soliloqui: poesia.

### Storia
Per quanto riguarda il suo lavoro di storico, pubblicò un elenco di vittime della guerra civile in Navarra, che quantificò in 232 esecuzioni giudiziarie e 446 esecuzioni sommarie, quattro volte meno delle cifre ufficiali, senza contare quelle registrate nei tribunali. Tuttavia, dopoché José María Jimeno Jurío aveva già presentato uno studio più rigoroso, Jaime del Burgo nella sua ultima opera, Historia de Navarra, mantenne le sue cifre.
Come storico pubblicò diversi libri sul carlismo e sulla guerra civile:
- 1946: La princesa de Beira y el viaje de Custine.
- 1953-1966 e 1978: Bibliografía de las guerras carlistas y de las luchas políticas del siglo XIX.
- 1967: La successione di Carlos II.
- 1970: Cospirazione e guerra civile.
- 1978: Historia de Navarra. La lotta per la libertà.
- 1981: Per la storia della prima guerra carlista. Commenti e annotazioni a un manoscritto del periodo 1834-1939. Pamplona, Institución Príncipe de Viana, ISBN 84-235-0515-4
- 1992. Historia General de Navarra desde los orígenes hasta nuestros días. Madrid, Rialp, ISBN 84-321-2905-4
- 1994: Carlos VII y su tiempo. Pamplona, Fundación Hernando de Larramendi, ISBN 84-235-1322-X
- 2003: Tras la huella de los Austrias.

## Premi e riconoscimenti
- 1967: Premio Nazionale di Letteratura "Menéndez Pelayo" per l'opera Bibliografía de las guerras carlistas y de las luchas políticas del siglo XIX (Bibliografia delle guerre carliste e delle lotte politiche del XIX secolo).[17]
- 1997: Encomio dell'Ordine Civile di Alfonso X el Sabio.